# Merlina, mujer divina
Merlina, mujer divina es una telenovela colombiana creada por Miguel Ángel Baquero y Eloisa Infante, para RCN Televisión en el año 2006 y para otros países del mundo por otras cadenas de televisión, como Telefutura en Estados Unidos.
La telenovela se basa en la historia de Merlina, una artesana, y de Santiago, un alto ejecutivo, quienes, según las predicciones de dos astrólogos, deberán encontrarse y enamorarse para evitar que una tragedia dañe sus vidas.
Esta es una historia de amor en la que los astros determinan el destino de los protagonistas y de todos los personajes.
Estuvo protagonizada por Valentina Acosta y Rodrigo Candamil, junto con Lorena Meritano, Jorge Enrique Abello, Luis Fernando Salas, Bianca Arango y Roberto Cano en los roles antagónicos, además de las actuaciones estelares de Carlos Muñoz, Javier Delgiudice, Nórida Rodríguez, Katherine Vélez, Hector de Malba y Orlando Miguel, así como las actuaciones especiales de Alejandra Borrero y la primera actriz Consuelo Luzardo,.

## Argumento
La diseñadora de joyas, Merlina González (Valentina Acosta), recibe una extraña predicción por parte de su prima, la astróloga Loreta (Katherine Vélez), en el día de su cumpleaños. El amor está a punto de llegar. Merlina tiene muchos planes, pero entre ellos no está el enamorarse. Ella sueña con sacar adelante a su familia y convertir al grupo de artesanos que lidera en el mejor del mercado colombiano.
La prestigiosa "Joyería Carbó" está interesada en sus diseños, pero su oferta no conviene al grupo, por lo que Merlina se opone a hacer negocios con ellos. Regina Carbó (Consuelo Luzardo), dueña de la joyería, también tiene problemas con la astrología. Su astrólogo le comunica que caerán grandes desgracias sobre ella si no consigue que su nieto Santiago (Rodrigo Candamil) se case con una mujer nacida bajo el signo de Venus.
Esa mujer es Merlina. Regina hace venir a Santiago del extranjero, pero le es más difícil acercarlo a Merlina. Ya el primer encuentro entre ambos resulta un fracaso luego que Santiago confunde a Merlina con una ladrona y la envía a la cárcel. Aclarado el malentendido, ambos furiosos juran no volver a verse. El jefe de policía queda con la sospecha de que Merlina tiene alguna conexión con el peligroso ladrón Robin Gutiérrez (Luis Fernando Salas). Merlina conoce a Robin, ignorando que es un delincuente, y se siente atraída por él. Pero el ladrón de guante blanco sólo quiere usarla para dar un golpe a la Joyería Carbó.

## Elenco
- Valentina Acosta - Merlina González Canales
- Rodrigo Candamil - Santiago Carbó
- Lorena Meritano - Frida de Carbó
- Jorge Enrique Abello - Damián Ángel
- Nórida Rodríguez - Anastasia "Ana" Canales de González
- Javier Delgiudice - Julian Carbó / Daniel Garzón
- Katherine Vélez - Loreta Rodríguez
- Hector de Malba - Benjamín González
- Carlos Muñoz † - Jacobo "El Abuelo" González
- Consuelo Luzardo - Regina de Carbó
- Fabio Rubiano - Tirso "El Astrólogo" Lapiel
- Alejandra Borrero - Soledad Carbó
- Talú Quintero - Rebeca de González
- Carolina Sabino - Lady Di Onisia Siachoque
- Bianca Arango - Angélica Herrera
- Luis Fernando Salas - Robin Gutiérrez
- Orlando Miguel - Cristóbal Lacross
- Andrea Martínez -  Carolina Carbó
- Mauro Mauad - Linares
- Roberto Cano - Salvatore
- Julio Echeverry - Roberto Hoyos
- Juan Pablo Espinosa - Nicolás
- Jaider Villa - Carrilo
- Tomás Martínez - Yeison José "Pepe" González
- Óscar Vargas - Julio Valenzuela
- Sara Corrales - Yury "Paloma" Paz
- Bárbara Perea - Lucrecia Ramos
- John Bolívar - Henry Ávila
- Fernando Peñuela - Romero
- Christian Santos - "Chucho"
- Sergio Jaimes Herrera -  Toño
- Diego Rojas Picón -  Kike
- Alberto Cardeño - Tadeo
- Javier Galvis - Elkin
- Caterin Escobar- Leticia
- Liz Barbosa - Leticia (niña)
- Estefany Escobar - Celeste Rodríguez
- Laila Vieyra -  Celeste Rodríguez (adulta)
- Karem Escobar -  Sarita Carbó González

## Producción

### Ficha Técnica[4]
- Supervisión General y libretos: Miguel Ángel Baquero y Eloísa Infante
- Director: Pepe Sánchez †
- Dirección segunda unidad: Consuelo González
- Asistente de Libretos: Sandra Vecino
- Gerente de producción: Catalina Bridge
- Jefe de Producción: Marcela Manrique
- Asistente de Dirección: Any
- Directora de Arte: Rosario Lozano
- Diseño de Maquillaje: Blanca Jaramillo
- Diseño de Vestuario: Luz Elena Cárdenas
- Director de Fotografía: Sergio García
- Edición: Adriana Falla
- Música Incidental: Juancho Pulido